# Teorija pravednog rata
Teorija pravednog rata je jedna od najutjecajnijih teorija o etici rata. O toj teoriji rapravljaju i zastupaju ju velikani svoga doba: Augustin, Toma Akvinski, Hugo Grotius, Suarez, Vattel. Mnogi smatraju Augustina i začetnikom teorije pravednog rata, neopravdano. James. T. Johnson, povjesničar tradicije teorije pravednog rata, smatra da porijeklo teorije možemo pronaći u klasičnim grčko-rimskim, pa i kršćanskim vrijednostima. Neku početnu točku možemo naći kod Aristotela, Cicerona i Augustina. Mnoga pravila su se razvila i kao takva ušla u međunarodne zakonike koji se tiču oružanih sukoba. Ujedinjeni narodi, Haag, Ženevska konvencija samo su neke međunarodne institucije koje se ravnaju prema njima. Tradicija teorije pravednog rata je nedvojbeno od velikog utjecaja i dominira moralnim i legalnim diskursima koji se tiču rata. Teorija pravednog rata može biti podijeljena na tri djela, koji se u literaturi navode na latinskom. 
Ti dijelovi su: 1) jus ad bellum, koji se tiče pravde u ratu općenito; 2) jus in bello, koji se tiču pravde u ratu nakon što je počeo; i 3) jus post bellum, koji se tiču pravde u ratu u završnoj fazi rata, po završetku.
Termini jus ad bellum i jus in bello nisu postojali u romanističkoj i skolastičkoj tradiciji. Bili su nepoznati civilnom zakoniku srednjeg vijeka, kao i međunarodnom zakonu. Nije bilo nikakve podjele na dvije vrste pravila, ad bellum i na drugi in bello. Jako je teško pronaći termine jus ad bellum i jus in bello u upotrebi prije 1930. Ni jedan nije spomenut tijekom 1899. i 1907. na Mirovnoj konferenciji na kojoj su se kodificirali ratni zakoni. Termin jus ad bellum koristi se 1928. i 1931. tijekom istraživanja rata. Sam termin dobiva na vrijednosti tek zaslugom Bečke škole. Jedan od prvih koji koristi te termine bio je Josef Kunz, koji ih je navjerojatnije i ″iskovao″.  Prvi puta su termini objavljeni 1934. u članku i zatim u knjizi 1935.  Dvije godine kasnije, Alfred Verdross koristi termine u istom smislu kao i Kunz, u svojoj knjizi o međunarodnom pravu. Negdje otprilike u isto vrijeme, R. Regout počinje također koristiti oba termina u svojoj knjizi o doktrini pravednog rata.  Ipak ni jedan termin u tom razdoblju nije bio objavljen u nekim velikim publicističkim radovima niti se pojavio na nekim tečajevima o ratu i miru na Haškoj akademiji Međunarodnog zakona ili bilo kojoj drugoj akademiji. 
Termini se masovno počinju koristiti nakon Drugog svjetskog rata, kada je Paul Guggenheim, učenik Bečke škole, koristio termine jus in bello i ad in bello u prvom velikom međunarodnom sporazumu u postratnom razdoblju. U radovima nastalim pod Guggenheimovim vodstvom, a koji su objavljeni 1956., Kotzsch ih uzima zdravo za gotovo, kao termine koji su u širokoj upotrebi. Kako i vidimo, neke ideje pravednog rata postojale su još u davna vremena, ali sama terminologija koja se danas koristi, javlja se relativno kasno, tek sredinom prošlog stoljeća. 

## Jus ad bellum
Pravila jus ad bellum u prvom redu odnose se na vođe država. Budući da su političke vođe oni koji inauguriraju ratove, pokreću vojske, oni su odgovorni za jus ad bellum principe. Ako ne uspiju ili zakažu, tada su učinili ratni zločin. Prema riječima nürnberških tužitelja, agresivni vođa koji započne nepravedni rat počinio je zločin protiv mira. Ono što konstituira pravedni ili nepravedni rat određeno je pravilima jus ad bellum. Teorija pravednog rata nalaže da svaki rat, da bude opravdan, mora sadržati šest zahtjeva. 

### Pravedan i opravdan razlog
Ovo je najvažnije pravilo koje određuje sve ono što slijedi. Država može započeti napad samo zbog pravog razloga. Ovaj razlog uključuje: samoobranu od vanjskog napada, obrana drugih od istih događaja, zaštita nevinih od brutalnih, agresivnih državnih sustava. Moderni teoretičari pravednog rata govore o jednom razlogu, otporu protiv agresije. Agresija je upotreba naoružane sile i napad na nečija temeljna prava. Osnovna prava dvije vrste entiteta su ovdje na snazi: državna prava i prava njegovih vlastitih građana. 
Internacionalno pravo potvrđuje da države imaju mnoga prava, prvenstveno ona što se tiču političke suverenosti i teritorijalnog integriteta. Primjer agresije je napad Njemačke na Poljsku 1939., i Iraka na Kuvait 1990., gdje je agresor koristio oružanu silu da svrgne njezinu vladu, da zauzme teritorij i uspostavi vlastitu vladavinu. Napadnuta država ima pravo na nasilan odgovor, na obranu, dapače njezina je dužnost da zaustavi nasilnog agresora. Možemo reći da država ima tu dužnost jer treba braniti prava vlastitog stanovništa, uostalom vlada je uspostavljena da osigura osnovna prava ljudi. Ako se država prama tome ravna, onda je ona legitimna; ako ne, onda država nema pravo ni razlog da postoji. S moralnog stajališta samo legitimne vlade imaju prava, uključujući i da idu u rat. Teorija legitimne vlade je nužna da bi imali temelje za teoriju pravednog rata, kao što je dobro primijetio Toma Akvinski. Ova veza s legitimnošću je konzistentna s perspektivom rat: nasilan sukob oko toga kako će se rukovoditi nekim područjem. Temeljeno na međunarodnom zakonu, čini se kako postoje tri osnovna kriterija za legitimnu vladu. Ako su svi uvjeti ispunjeni, država ima pravo na vladavinu i na vlastiti mir. Kao prvo, država je prepoznata kao legitimna od svojih ljudi i od međunarodne zajednice. Država, kao drugo, mora izbjegavati narušavanje prava drugih legitimnih država. Posebice, legitimne države ne vrše agresiju protiv drugih društva. I kao treće, legitimne države moraju napraviti svaki razumni napor da zadovolje ljudska prava vlastitih građana, naročito onih koji se tiču života i slobode. Države koje ne ispunjavaju te kriterije nemaju prava vladavine ili da idu u rat. O državama koje ispunjavaju te kriterije možemo govoriti kao o legitimnim državama ili kao minimalno pravednim. 
Bitno je govoriti o tim pravima, jer ta prava daju državi moralnu legitimnost, pokazuju nam zašto je opravdano odgovoriti nasiljem na agresiju. Pravdu u civilnom ratu, gdje nema klasičnog prelaska granica, između zemalja, gdje se oko jedne države bore razne frakcije, također nam osvjetljavaju ta pravila. Pitanja, koja strana ima na sebi bar minimalnu pravdu, koja se strana brani, ili koja se nastoji osamostaliti, pomažu za koju se stranu treba opredijeliti. 
Postavlja se i pitanje kako se koncepcija pravednog razloga slaže s naoružanom humanitarnom intervencijom. Kada država ne počini agresiju prelaska granice, nego se brutalno okrene protiv vlastitih ljudi, počinjava masakre protiv velikog broja svojih građana. Takvi događaji desili su se u Kambodži i Ugandi 1970-ih godina, Ruandi 1994. godine, u Srbiji i Kosovu 1998-1999. godine i u Sudanu/Darfuru od 2004 do danas. Naša definicija nam dozvoljava da interveniramo u ime žrtava, da napadnemo takav režim i svrgnemo ga s vlasti. Jer agresija se ne događa samo prelaskom granica, to je upotreba oružane sile protiv tuđih osnovnih ljudskih prava. Taj netko drugi može biti druga osoba (nasilan zločin), druga država (međunarodna ili vanjska agresija), mnogi ljudi unutar vlastite države (domaća ili unutarnja agresija). U svim tim slučajevima, agresor nema nikakva prava zbog kojih ga se ne smije napasti. Agresor ima dužnost da prestane s agresijom te da prihvati svaku kaznu koja mu se odredi zbog agresije. Ako se agresor ne zaustavi, posve je legitimno da se žrtve okrenu upotrebi sile da se zaštite, i svatko tko može pomoći žrtvama ovlašten je za upotrebu sile. Obično, u humanitarnim intervecijama, oružana sila međunarodne zajednice je od vitalne važnosti za efektivni otpor protiv agresora, jer je domaća populacija većinom u nemogućnosti ili bar u nepovoljnijem položaju od agresora. Teroristi također mogu izvršiti agresiju. Nema ništa da bi bilo isključeno, oni također mogu upotrijebiti oružanu silu u namjeri povređivanja nečiji tuđih prava. Nakon takve agresije, odrekli su se svih prava o nenapadanju. Teroristi čak u većini svojih djelovanja čine agresiju, jer terorizam je zapravo upotreba sporadičnog nasilja pravilno odabranog da se maksimizira efekt, naročito upotrebljen protiv civila, sa željom širenja straha među populacijim nadajući se da će strah ubrzati neke njihove političke ili druge zahtjeve. Al-qaida, teroristička skupina, 11. 9. 2001. g, očito je koristila oružanu silu da bi dobila kontrolu nad avionima koje je upotrijebila kao projektile protiv meta u Pentagonu i World Trade Centru. Takav čin agresije je bio akt protiv suverenosti i teritorijalnog integriteta američke države i napad na ljudska prava i živote stanovnika države. Kao takvi, naravno, ako su dobro istražene veze terorista i talibanskog režima u Afganistanu, obrana i napad na talibansku vladu je sasvim opravdan. Postoje mnogobrojne indikacije da je upravo ona sponzorirala teroriste s ljudstvom, novcem i sigurnim mjestom za prebivanje. 
Vrlo važan čimbenik u slučaju opravdanog razloga, da bi bilo pravedno ići u rat, je to da se mora aktualizirati agresija, ili u nekim rijetkim slučajevima kada je dozvoljeno napasti da bi se spriječila sigurna agresija. Naravno, ne slažu se svi oko toga. Tvrdi se da je apsurdno kazniti nekoga za zločin koji tek treba biti učinjen. Neki se trude definirati izvanredne slučajeve: ozbiljnost očekivanog napada i agresije, vrsta i kvaliteta zahtjevanih dokaza, brzina kojom moramo odlučiti, i pitanje pravednosti i dužnosti da se zaštite ljudi. Ako se zna da se treba dogoditi užasan napad, treba se spremiti i okrenuti od obrane na napad. Napad je najbolja obrana. Zašto bi agresor bio u povoljnijem položaju od napadnutoga? Ali, to naravno povlači pitanje: možete li napasti prvi, da li ako koristite preventivni napad, niste agresor? Da li se može napad smatrati činom obrane od agresije? Međunarodni zakon, striktno zabranjuje preventivne napade osim ako nisu autorizirani od UN-vog Vijeća Sigurnosti. Ta pitanju su jako aktualna s obzirom na američki preventivni napad na Irak. Sjedinjene Američke Države se rukovode Nacionalnom sigurnosnom strategijom, pravom da udare prvi kao dio rata protiv terora. Mnoge druge države smatraju takvu odluku i strategiju iznimno kontroverznom.

### Prava namjera
Država mora imati namjeru voditi rat samo zbog pravednog i opravdanog razloga. Imati pravi razlog da se krene u rat nije dovoljno: motivacija da se krene u rat mora biti i moralno prikladna. Drugi motivi, poput moći, ili otuđivanje zemlje, iracionalni poput etničke mržnje su isključeni. Samo prava namjera u sklopu opravdanog razloga moze priskrbiti ratu pravednost. Sa svakim drugim razlogom dolazi i do moralne pokvarenost. Međunarodni zakoni ne uključuju to pravilo, vjerojatno jer je teško dokazati državnu intenciju napada. 

### Legitiman autoritet i javna objava
Država može ići u rat samo ako je odluka donesena od legitimnog autoriteta, sukladno pravilnim procesom i donesena javno, sa saznanjem ljudi i neprijateljske države. Legitiman autoritet je obično specificiran u konstituciji te zemlje. Zemlje koje nemaju zahtjeve minimalne zakonitosti, nemaju ni legitimnost poći u rat. 

### Zadnja opcija
Države mogu krenuti u rat tek kada su iscrpile sve mirne alternative da bi riješile sukob, posebno pregovore na diplomatskoj razini. Kada netko želi objaviti rat, mora biti siguran da je to zadnje praktično i razumno rješenje da se efektivno odupre agresiji. 

### Vjerojatnost uspjeha
Država bolje da ne ulazi u rat ako nema mogućnosti da promijeni nadolazeću situaciju. Cilj je blokirati masivnu nasilu agresiju koja je neminovna. Međunarodni zakoni ne uključuju taj zahtjev, smatrajući ga razumnim i logičnim. 

### Proporcionalni zahtjevi
Država mora a priori svakom iniciranom ratu, vagnuti dobro koje proizlazi iz njega, kao što su osiguranje opravdanog razloga, protiv zla koje proizlazi iz njega, prvenstveno žrtve. Samo ako su ti zahtjevi u proporcionalnom odnosu, tj. cijena koja se plaća nije prevelika, ratna akcija se može nastaviti. Moramo naglasiti opće dobro, jer općenito se u ratu gleda samo vlastita korist, ne imajući na umu neprijateljske žrtve, a često zanemarujući i naše vlastite.  
Teorija pravednog rata inzistira na ispunjenju svih šest kriterija za djelomično opravdanu deklaraciju rata. Bez tih uvjeta nema opravdanosti. Kao takva, teorija pravednog rata čini se jako zahtjevna. Naravno, takva treba i biti jer se odnosi na tako težak čin kao što je rat. Važno je shvatiti da prva tri principa možemo nazvati deontološkim zahtjevima također poznatim i kao zahtjevi koji se temelje na dužnosti. Da bi rat bio pravedan, moramo se držati nekih temeljnih dužnosti: dužnosti da ne učinimo agresiju. Druge dužnosti tiču se prikladne motivacije, javne obznanjenosti od legitimnog autoriteta. Sljedeća tri zahtijeva su konsekvencijalna: ako su prva tri principa ispunjena, moramo uzeti u obzir i konsekvence pokretanja čina rata. Kao takva teorija pravednog rata pokušava osigurati razumnu kombinaciju deontologije i konsekvenci s obzirom na teoriju rata.          

## Jus in bello
Jus in bello odnosi se na pravednost u ratu tijekom bitke. Odgovornost države u jus in bello, pada na leđa generala i vojnika koji formuliraju i izvršavaju ratnu politiku određene države. Oni su odgovorni za svako kršenje principa koji se događaju pod njihovim zapovjedništvom. Ta odgovornost se često pokazuje na suđenjima za ratne zločine, bilo od strane vlastitog vojnog suda, ili od strane novo formiranog Međunarodnog kriminalnog suda stvorenog 1998.g. Sporazumom u Rimu. Moramo ustanoviti razliku između vanjskog i unutarnjeg jus in bello. Vanjski ili tradicionalni,  jus in bello tiče se pravila države kojih se ona treba pridržavati glede neprijatelja i vlastitih oružanih sila. A unutarnji jus in bello tiče se pravila koja država mora poštovati u skladu s vlastitim stanovništvom u vođenju rata protiv vanjskog neprijatelja. 
Postoji nekoliko pravila koje se tiču vanjskog jus in bello:

### Poštovanje svih međunarodnih zakona glede prohibicije oružja
Kemijsko i biološko oružje, posebice, je zabranjeno mnogim sporazumima. Nuklearno oružje nije tako jasno zabranjeno, ali možemo reći da postoji veliki tabu na takvo oružje i svako njegovo korištenje, koje bi sigurno bilo popraćeno s velikom dozom neprijateljstva međunarodne zajednice. 

### Diskriminacija (razlikovanje) i ne-borbeni imunitet
Vojnicima nije zabranjeno nasilno reagirati na one koji im žele naštetiti. Ali vojnik mora razlikovati civilnu populaciju, koja bi morala biti imuna od direktnog i intencionalnog napada, od onih vojnih, političkih i industrijskih ciljeva koji su umiješani u kršenje prava. Iako su kolateralne žrtve neizbježne, moralno i zakonski je pogrešno namjerno napadati civilne objekte. Primjerice, bombardiranja stambenih zona su strogo zabranjena. Ipak većina ratova od 1900. godine imali su mnogo veće civilne žrtve od vojnih. Zbog toga razloga, to pravilo se želi posebno učvrstiti kroz međunarodne zakone sa željom da se na najbolji mogući način zaštite civilne i kolateralne žrtve

### Razmjernost
Vojnici mogu upotrijebiti silu samo razmjernu onoj koja je potrebna za dovršenje cilja. Moraju obuzdati vlastitu snagu, tako da su oružja masovnog uništenja nesrazmjerna za legitimno završenje rata. 

### Dobrohotna karantena za ratne zarobljenike
Ako se zarobi neprijateljski zatvorenik, on prestaje biti smrtnosna opasnost za osnovna ljudska prava. Tako da nije pravedno te zarobljenike ubijati, silovati, mučiti, izlagati ih gladi i žeđi, vršiti na njima medicinske eksperimente i dr. Mora im se kako i nalaže Ženevska konvencija, osigurati siguran smještaj daleko od bojne zone, i tako dugo dok rat ne završi, kada ih se treba pustiti ili razmijeniti za vlastite ratne zarobljenike. Danas je aktualno pitanje kako postupati s terorističkim zarobljenicima. Velike kontraverze okružuju agresivno ispitivanje, a vjerojatno i tajna mučenja terorističkih neoptuženih zarobljenika u zatvorima u Kubi, Iraku i Pakistanu od strane Sjedinjenih Američkih Država, a sve u ime rata protiv terora. 

### Nikakva upotreba sredstava koja suMala in Se
Vojnici ne smiju koristiti sredstva ili oružje koje je zlo po sebi. To uključuje masovne kampanje silovanja, genocid ili etničko čišćenje, korištenje otrova ili prevara (maskiranje vojnika u uniforme Crvenog Križa), forsiranje zarobljenih vojnika da se bore protiv vlastite strane i korištenje oružja čiji se efekti ne mogu kontrolirati, poput raznih bioloških agenasa. 

### Bez odmazde
Odmazda je kada država A povrijedi pravila jus in bello u ratu s državom B. Država B se zatim osvećuje kršeći vlastita pravila jus in bello, tražeći da se država A pridržava pravila. Postoji jaki moralni i jasni razlozi koji pokazuju da odmazda ne funkcionira, nego da služi samo eskalaciji sukoba i povećanju žrtava. Pobijediti dobro je najbolja osveta. 
Unutarnji jus in bello nalaže da se poštuju ljudska prava vlastitih građana, na najbolji mogući način tijekom ratne krize. Javljaju se pitanja: da li je pravedno provoditi konskripciju ili cenzuru, trebaju li se održavati izbori ili trebaju biti odgođeni, smiju li vojnici odbijati naredbe u ratu koji smatraju da je nepravedan? 
Komprehenzivna teorija pravde u ratno vrijeme mora uključiti sva ta razmatranja, a ne samo na ono što se može učini neprijatelju. Jer, neki od najgorih zločina desili su se unutar granica, a ne preko njih, s neprijateljske strane. Neke države su koristile rat sa stranim silama kao priliku da masovno krše unutarnja ljudska prava, obično protiv nepodobnih skupina. Druge države pak zna uhvatiti panika i kriza, te donose hitne zakone koji se pokažu potpuno nepoćudnima, kasnije žaleći njihovo donošenje, a sve zbog pomanjkanja razuma, rukovodeći se strahom. 

## Jus post bellum
Jus post bellum se odnosi na pravednost tijekom finalne faze rata: završetka rata. Trudi se regulirati kraj rata i olakšati prijelaz iz ratnog stanja u mirno razdoblje. Ovdje je na snazi jako malo međunarodnih zakona, tako da se moramo okrenuti moralnim izvorima teorije pravednog rata. Ali, čak ni ovdje teorija ne tretira jus post bellum onako kako bi trebalo. Ovo je novo područje, puno kontroverza. Pokušaj fokusiranja naših misli možemo prikazati u ovim principima jus post bellum: 

### Razmjernost i publicitet
Mirovni dogovor mora biti razuman i dobro odmjeren, te također javno obznanjen. Ako mirovni dogovor služi kao instrument osvete, to se kasnije može pokazati kao loš pokušaj i stvoriti temelje nekog budućeg sukoba. Ovo pravilo oduzima legitimnost svakoj bezuvjetnoj predaji. 

### Vraćanje prava
Mirovni dogovor treba osigurati osnovna prava koje je narušio opravdani rat. Relevantna prava uključuju ljudska prava na život i slobodu i državno pravo na teritorij i suverenost. To su glavni ciljevi koje mora donijeti svaki mirovni sporazum, osiguravajući da rat tj, njegov završetak ima poboljšani efekt. Poštovanje prava je, uostalom, temelj svake civilizacije, bilo nacionalne ili internacionalne. 

### Razlikovanje
Razlika se treba napraviti među vođama, vojnicima i civilima pobijeđene zemlje s kojom se pregovara. Civili imaju pravu na određeni imunitet od kaznenih post bellum mjera. Ova mjera isključuje sociološko-ekonomske sankcije kao poslijeratnu kaznu. 

### Odmjerena kazna
- Kazna a) Kada je pobijeđena zemlja bila nasilna, narušavala mnoga osnovna ljudska prava svojom agresijom, određena kazna mora biti dosuđena. Vođe te zemlje, posebice, treba suočiti s posljedicama vlastite odluke tijekom agresije, pred međunarodnom javnošću.
- Kazna b) Vojnici također mogu počiniti ratni zločin. Pravda, nakon rata, zahtijeva da takvi vojnici, s obje strane sukoba, također budu istraženi pod okriljem posebno za to osnovanog suda.

### Kompenzacija
Zahtjev za financijskom kompenzacijom može biti zatražen, ali tako da ostane dovoljno sredstava i resursa da pobijeđena zemlja može započeti s vlastitom rekonstrukcijom. Pohlepa pobjednika nakon Prvog svjetskog rata dovela je do drugog velikog svjetskog sukoba.

### Rehabilitacija
Poslijeratno okruženje osigurava obećavajuću priliku da se reformiraju institucije kod agresorske vlade. Takve reforme mogu uključivati: demilitarizaciju i razoružavanje, obnovu policijskog i sudskog aparata, edukaciju glede ljudskih prava, čak i duboku strukturalnu transformaciju prema minimalnom pravednom društvu vođenom legitimnom državom. Ovo je, možemo reći, najkontraverzniji aspekt jus post bellum.
Termini pravednog mira trebaju sadržavati sve prije navedene propozicije. Mora postojati etička izlazna strategija iz ratnog stanja i zaslužuje isto tako trud i promišljanje kao i svaka ratna strategija obrane ili preventivnog napada. Bilo kakvo nepridržavanje tih principa treba smatrati kao nasilan prekršaj pravednog rata i kao takav treba biti kažnjen. Kršenje tih principa u najmanju ruku zahtijeva novi krug diplomatskih pregovora, čak i uz vodstvo međunarodne arbitraže, između suprotstavljenih strana. U nekim slučajevima takvo nasilno kršenje propozicija rata može dati jednoj strani pravedan razlog za određeno neprijateljstvo. Ako se ne ispune svi tradicionalni kriteriji jus ad bellum, može doći do ponovnog izbijanja rata. Postavlja se pitanje može li akt nasilne promjene vlade neke države biti pravedan, kao što imamo primjere u Afganistanu i Iraku? Ako se držimo nekih pravila takve promjene mogu biti legitimne: ako je sam rat pravedan i vođen pravilno, ako je ciljani režim nezakonit, ako je cilj rekonstrukcije minimalno pravedna vlada, i poštovanje jus in bello i ljudskih prava je integralno za transformaciju samoga procesa. Dozvola za promjenu može se dobiti jer ne šteti ni državnim ni ljudskim pravima; očekivane posljedice su veoma poželjne za lokalnu populaciju i povećani međunarodni mir i sigurnost za sve; poslijeratno vrijeme je posebno obećavajuće za mogućnost promjene. Sama promjena odigrat će se uspješno ako se uspostavi novi stabilan režim, ako je u potpunosti vođen od lokalnih ljudi, te da je barem minimalno pravedan. Postoje mnogi primjeri da za takvu promjenu treba otprilike 8 do 12 godina. Takve promjene odigrale su se u Njemačkoj i Japanu od 1945. do 1955. tako da su konceptulano moguće. Naravno, to je vrlo teško u nekim slučajevima, ali svakako nije nemoguće. Postoje neke smjernice koje mogu pomoći transformaciji pobijeđene države u državu s minimalnom pravdom.
- treba se čvrsto držati pravila rata tijekom okupacije
- staru vladu treba istražiti i procesuirati njezine ratne zločine
- razoružati i demilitarizirati društvo
- pružati efektivnu vojnu
- dozvoliti ne-državnim institucijama da se razvijaju
- ako je potrebno, treba početi s edukacijom i istrijebiti staru propagandu i početi usađivati nove vrijednosti
- dobrobit nakon nekog vremena mora osjećati cijela populacija
- izlazna strategija mora teći polako i pravilno, tako da novi režim može sam, bez vanjske pomoći voditi zemlju.

Vidimo da teorija pravednog rata daje pravila i uputstva kojih se treba držati prije početka rata, tijekom rata i tijekom završne ili izlazne faze konflikta. Pomoću njih pokušava se osigurati uski set pravila, da kada rat izbije, možemo razumno kontrolirati borbe i napade, da pokušamo dovesti rat kraju, a da se cijelo vrijeme trajanja osigura nužan zahtjev za pravdu. 

### Realizam
Realizam je najutjecajnija teorija kod političkih znastvenika, kao i kod diplomata i stručnjaka koji se bave međunarodnim poslovima. Iako je realizam kompleksna i sofisticirana teorija, njezine temeljne propozicije izražavaju veliku sumnju prema primjeni moralnih koncepta, poput pravde, na područje međunarodnih razmirica. Realisti smatraju da se moralni koncepti ne bi trebali upotrebljavati ni kao preskripcija ni kao deskripcija za ponašanje države na međunarodnom planu. Realisti naglašavaju moć i sigurnost države, potrebu da se maksimaliziraju vlastiti interesi, a za njih je međunarodna scena anarhistička u kojoj moć ima primat nad svime. 
Realisti smatraju da je rat neizbježan dio anarhističkog svjetskog sistema, da se njime treba pozabaviti samo ako su u pitanju nacionalni interesi, i ako država započne rat mora učiniti sve što je u njezinoj moći da taj rat i dobije. Za njih tijekom ratovanja rata “anything goes.”  Sve prijašnje teorije pravednog rata za njih ne vrijede, oni smatraju da se treba čvrsto držati interesa poput dobivanja i rasta vlastite moći, sigurnosti i ekonomskog napretka. Neki od realista bili su Tukidit, Machiavelli i Hobbes. Moderni realisti su Hans Morgenthau, George Kennan, Reinhold Niebuhr i Henry Kissinger, kao i moderni neo-realisti poput Kennetha Waltza.

## Vanjske poveznice
- The Ethics of Armed Humanitarian Intervention  Arhivirana inačica izvorne stranice od 17. svibnja 2006. (Wayback Machine) U.S. Institute of Peace
- Resources on Just War Theory  Arhivirana inačica izvorne stranice od 7. listopada 2006. (Wayback Machine)
- "Whether it is always sinful to wage war?"  Arhivirana inačica izvorne stranice od 4. srpnja 2007. (Wayback Machine), from the Summa Theologiae
- "JustWarTheory.com"  Arhivirana inačica izvorne stranice od 6. ožujka 2019. (Wayback Machine), a free and non-profit internet teaching and research guide to Just War theory.
- The Just War doctrine and its application in current international law
- Humanitarian Intervention and Just War  Arhivirana inačica izvorne stranice od 2. veljače 2014. (Wayback Machine)
- Just War Theory - an overview
- Just War, As It Was and Is: J T Johnson  Arhivirana inačica izvorne stranice od 18. listopada 2006. (Wayback Machine)
- Grotius and Contingent Pacifism  Arhivirana inačica izvorne stranice od 8. lipnja 2007. (Wayback Machine)
- Charles, J. Daryl. Between Pacifism and Jihad: Just War and Christian Tradition. InterVarsity Press, 2005.
- Small, Brad. Thomas Aquinas "The Just War Theory." The Lincoln-Douglas Great Philosopher Library Series.
- BBC - Religion & Ethics - The Ethics of War

### Protiv:
- Introduction: "Just War Theory" vs. American Self-Defense
- A New Way  Arhivirana inačica izvorne stranice od 11. prosinca 2007. (Wayback Machine)
- A Critique of the Just War Theory
- Noam Chomsky addresses cadets at West Point on Just War Theory (.ram file)
- v. Starck, Christian (Hrsg.): Kann es heute noch gerechte Kriege geben?, Wallstein-Verlag 2008